# Municipio de Dallas (condado de Harrison)
El municipio de Dallas (en inglés, Dallas Township) es un municipio del condado de Harrison, Misuri, Estados Unidos. Tiene una población estimada, a mediados de 2021, de 216 habitantes.
Abarca una zona exclusivamente rural.

## Geografía
Está ubicado en las coordenadas 40°20′18″N 94°9′24″O / 40.33833, -94.15667. Según la Oficina del Censo de los Estados Unidos, tiene una superficie total de 93.84 km², de la cual 93.31 km² corresponden a tierra firme y 0.53 km² son agua.

## Demografía
Según el censo de 2020, en ese momento había 224 personas residiendo en la zona. La densidad de población era de 2.40 hab./km². El 92.0 % de los habitantes eran blancos, el 0.9 % eran amerindios, el 0.4 % era isleño del Pacífico, el 2.2 % eran de otras razas y el 4.5 % eran de una mezcla de razas. Del total de la población, el 3.1 % eran hispanos o latinos de cualquier raza.